# Liste der Botschafter der Vereinigten Staaten in Indien

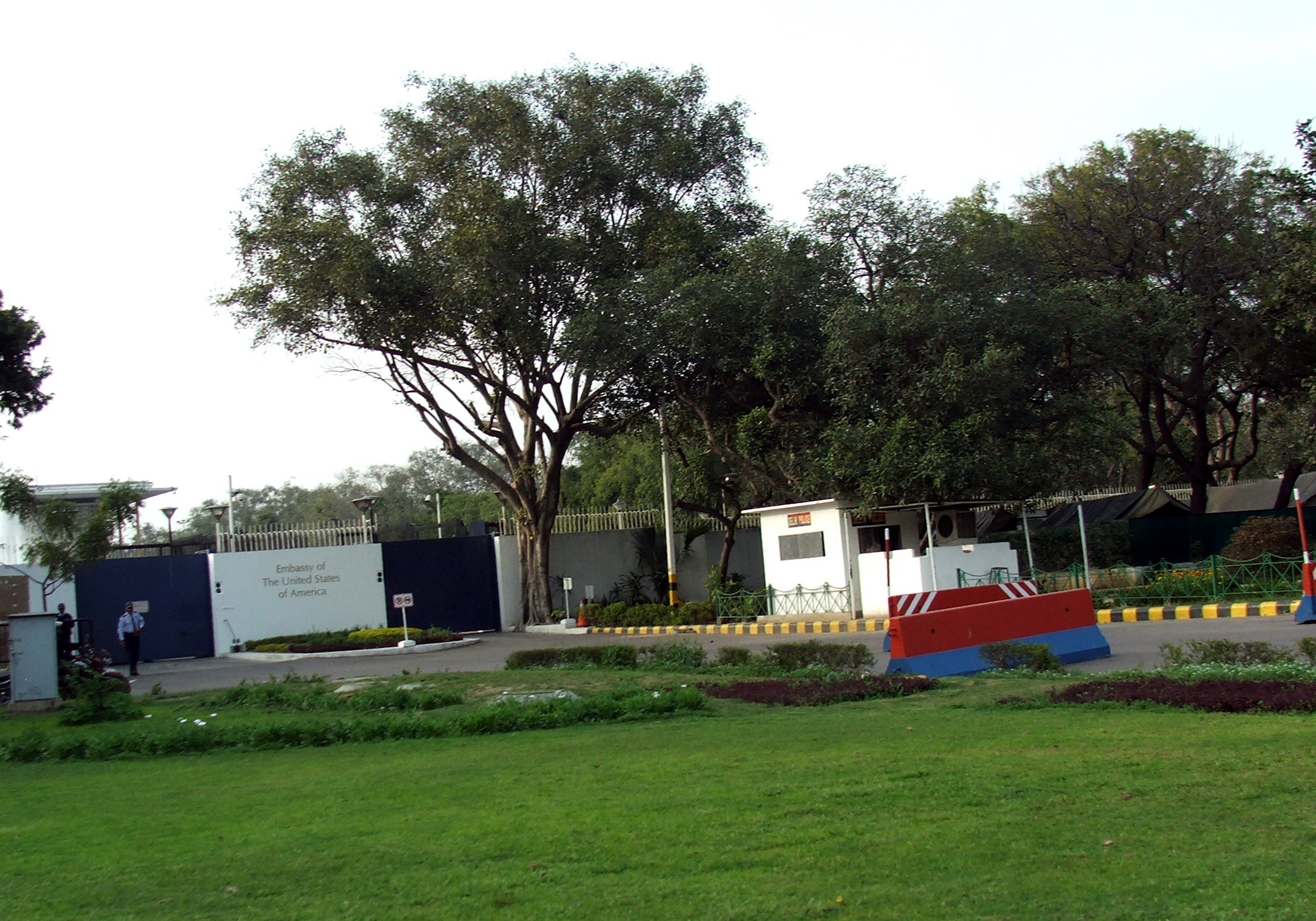
Die Botschaft liegt in Chanakyapuri

Die Liste der Botschafter der Vereinigten Staaten in Indien bietet einen Überblick über die Leiter der US-amerikanischen diplomatischen Vertretung in Indien seit der Aufnahme diplomatischer Beziehungen 1946 mit George R. Merrell als Chargé d’Affaires ad interim.
| Amtszeit      | Name                    | Anmerkung       |
| ------------- | ----------------------- | --------------- |
| 1947–1948     | Henry F. Grady          | auch für Nepal  |
| 1948–1951     | Loy W. Henderson        | auch für Nepal  |
| 1951–1953     | Chester Bowles          |                 |
| 1953–1954     | George V. Allen         |                 |
| 1955–1956     | John Sherman Cooper     |                 |
| 1956–1961     | Ellsworth Bunker        |                 |
| 1961–1963     | John Kenneth Galbraith  |                 |
| 1963–1969     | Chester Bowles          |                 |
| 1969–1972     | Kenneth Keating         |                 |
| 1973–1975     | Daniel Patrick Moynihan |                 |
| 1975–1976     | William B. Saxbe        |                 |
| 1977–1980     | Robert F. Goheen        |                 |
| 1981–1985     | Harry G. Barnes         |                 |
| 1985–1988     | John Gunther Dean       |                 |
| 1988–1989     | John R. Hubbard         |                 |
| 1989–1992     | William Clark, Jr.      |                 |
| 1992–1993     | Thomas R. Pickering     |                 |
| 1994–1997     | Frank Wisner            |                 |
| 1997–2001     | Dick Celeste            |                 |
| 2001–2003     | Robert Blackwill        |                 |
| 2003–2009     | David Mulford           |                 |
| 2009–2011     | Timothy J. Roemer       |                 |
| 2011–2012     | Peter Burleigh          |                 |
| 2012-Mai 2014 | Nancy Jo Powell         |                 |
| Mai 2014 –    | Michael Pelletier       | Geschäftsträger |